# Wam Heskes

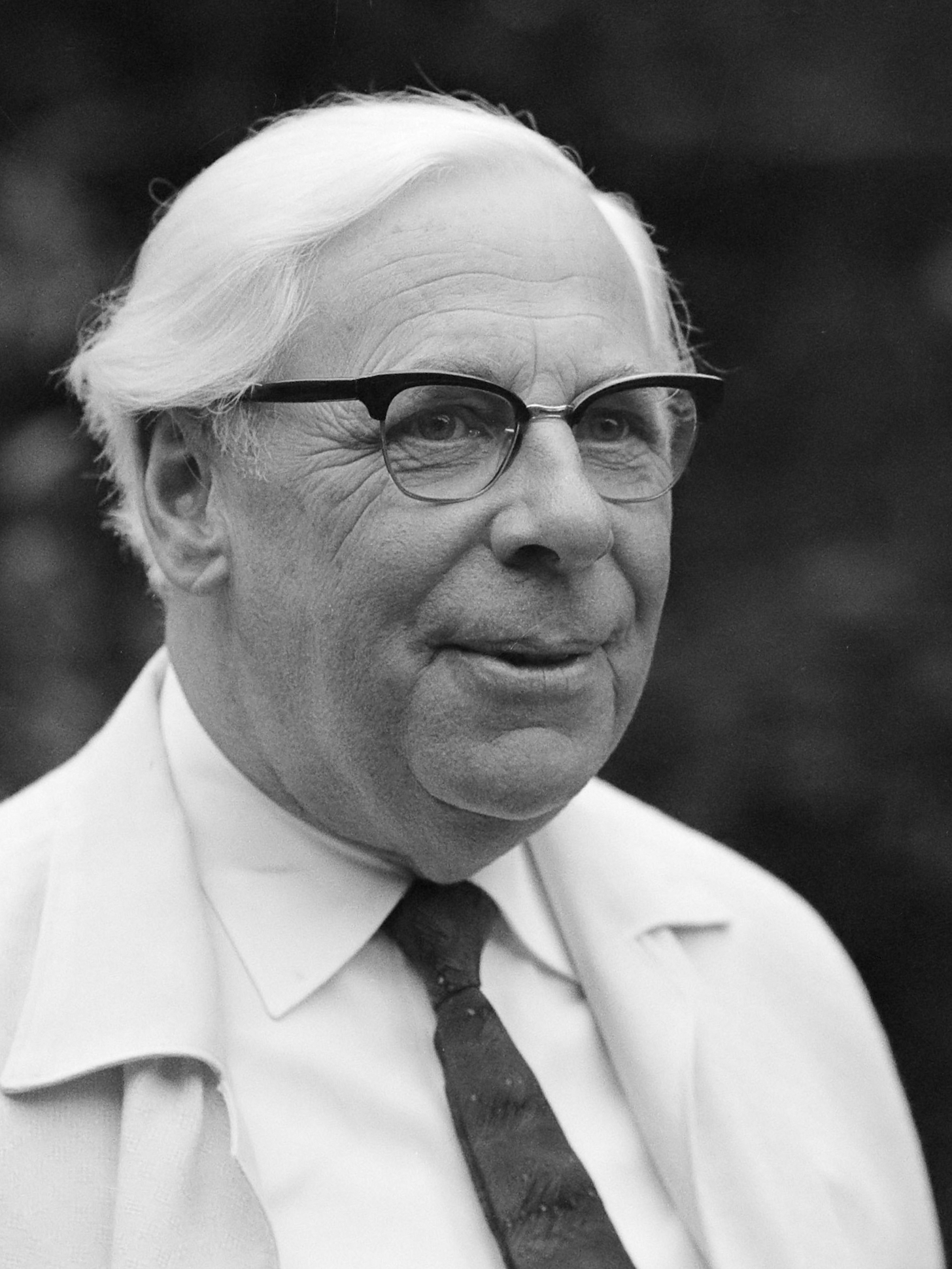
Wam Heskes (1961)

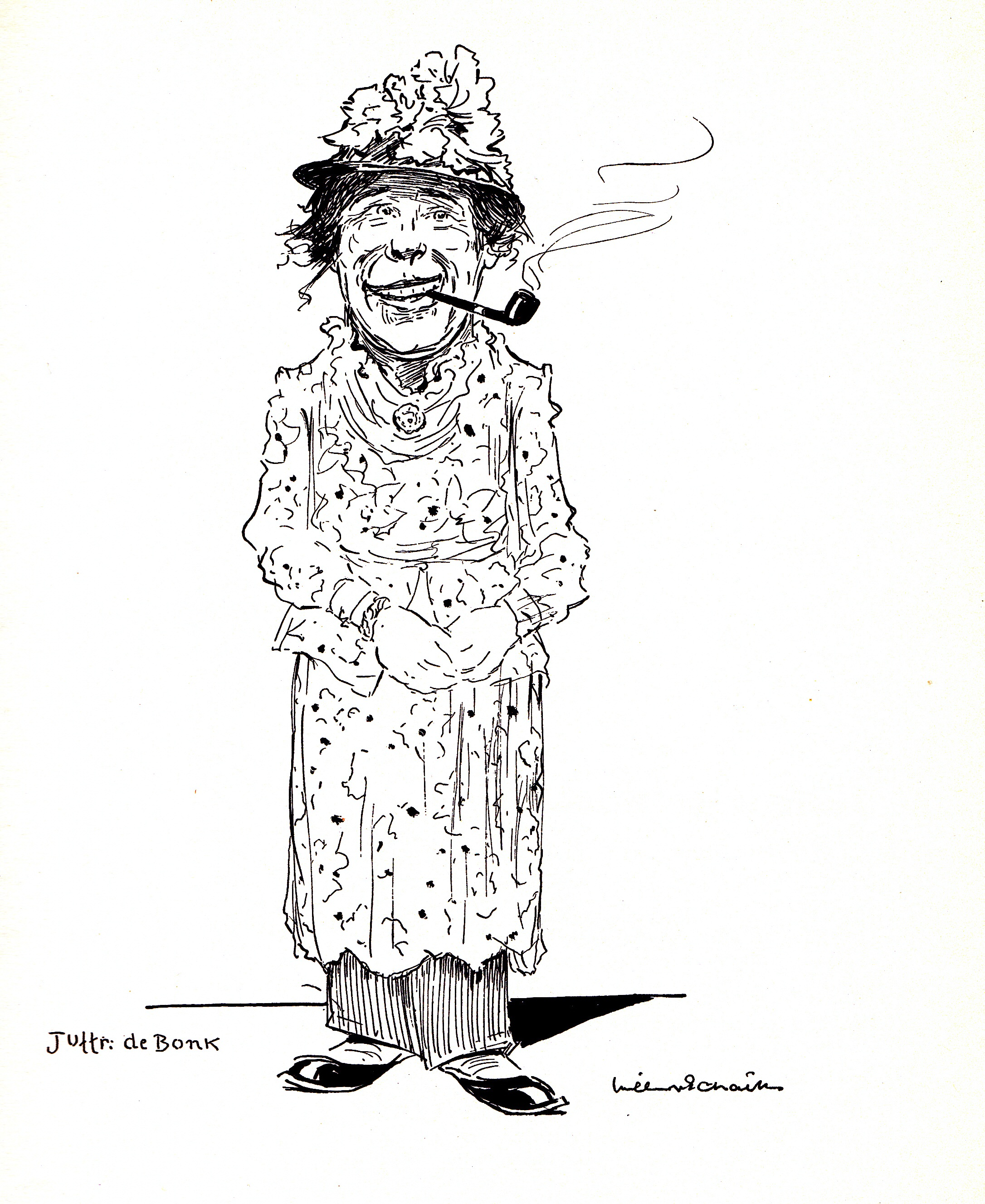
Heskes als "juffrouw De Bonk" (tekening door Willem van Schaik)

Willem Frederik (Wam) Heskes (Delft, 29 juli 1891 - Zeist, 20 augustus 1973) was een Nederlands beeldend kunstenaar en (hoorspel)acteur, die bij het grote publiek vooral bekend werd door zijn jarenlange medewerking aan radioprogramma's. Hij was van 1925 tot 1966 hoorspelacteur en speelde toen zo'n 140 rollen per jaar. Hij illustreerde talloze kinderboeken en was boekbandontwerper.
Hij volgde twee academies voor beeldende kunst zonder die af te maken, trad af en toe op in het toneelgezelschap van Willem Royaards en werkte als illustrator voor onder andere het Algemeen Handelsblad. In de jaren dertig werd hij landelijk bekend door het jonge medium radio. Vooral zijn komische creatie Koos Koen werd zeer populair. In het gelijknamige AVRO-programma vertolkte hij alle rollen.
Tijdens de Duitse bezetting zette hij het typetje Koos Koen in voor de Winterhulp in de rubriek "Mensen spreken over Winterhulp met Koos Koen". Op 17 juni 1941 werd hij op non-actief gesteld totdat hij een bewijs zou leveren van Arische afstamming van zijn (Joodse) vrouw.
Na de bevrijding keerde hij niet terug bij de AVRO, maar ging werken voor de KRO. Hij werd lid van de Hoorspelkern, de groep acteurs die de meeste hoorspelen voor de Nederlandse radio verzorgde. Zo vertolkte hij de hoofdrol (Piet Loeris) in De Wadders en was te horen als Reitsema in Testbemanning en als notaris Dowell en de oude Mac Randy in Weekend in Tamesby van Dick Dreux. Heskes werkte daarnaast mee aan bekende programma's van Jan de Cler als Negen heit de klok. Met de vertolking van Freule Rad van Tonge in dat KRO-programma genoot hij grote populariteit. Ook had hij jarenlang veel succes met De gewone man zegt er het zijne van. Naast dit werk sprak Heskes ook diverse rollen in bekende Disney films in, zoals Sneeuwwitje (Giechel), Alice in Wonderland (Gekke Hoedenmaker en de Dodo) en Peter Pan (Meester Vetje).
Heskes beëindigde zijn werk voor de omroep in 1966. De laatste jaren van zijn leven werd hij geplaagd door ziekte en armoede.

## Hoorspelen (selectie)
- 1984 (als Goldstein)
- Een Aziaat krijgt de Nobelprijs (als voorzitter van de Zweeds Academie)
- Marsmuziek voor Helmuth (als professor Garrecke)
- Stetson en Stetson (als Sir Thomas)
- Te oud voor ezeltje rijden (als Charlie)
- De Wadders (als Piet Loeris)

- Biografisch Portaal: 49913121
- Digitale Bibliotheek voor de Nederlandse Letteren: hesk003
- International Standard Name Identifier: 0000 0003 9245 0449
- Nederlandse Thesaurus van Auteursnamen: 069807345
- RKD-Nederlands Instituut voor Kunstgeschiedenis: 38016
- Virtual International Authority File: 286489399
- WorldCat: E39PBJhmPmpvYv64wgRdpgB9Dq